# Per Ragnarson

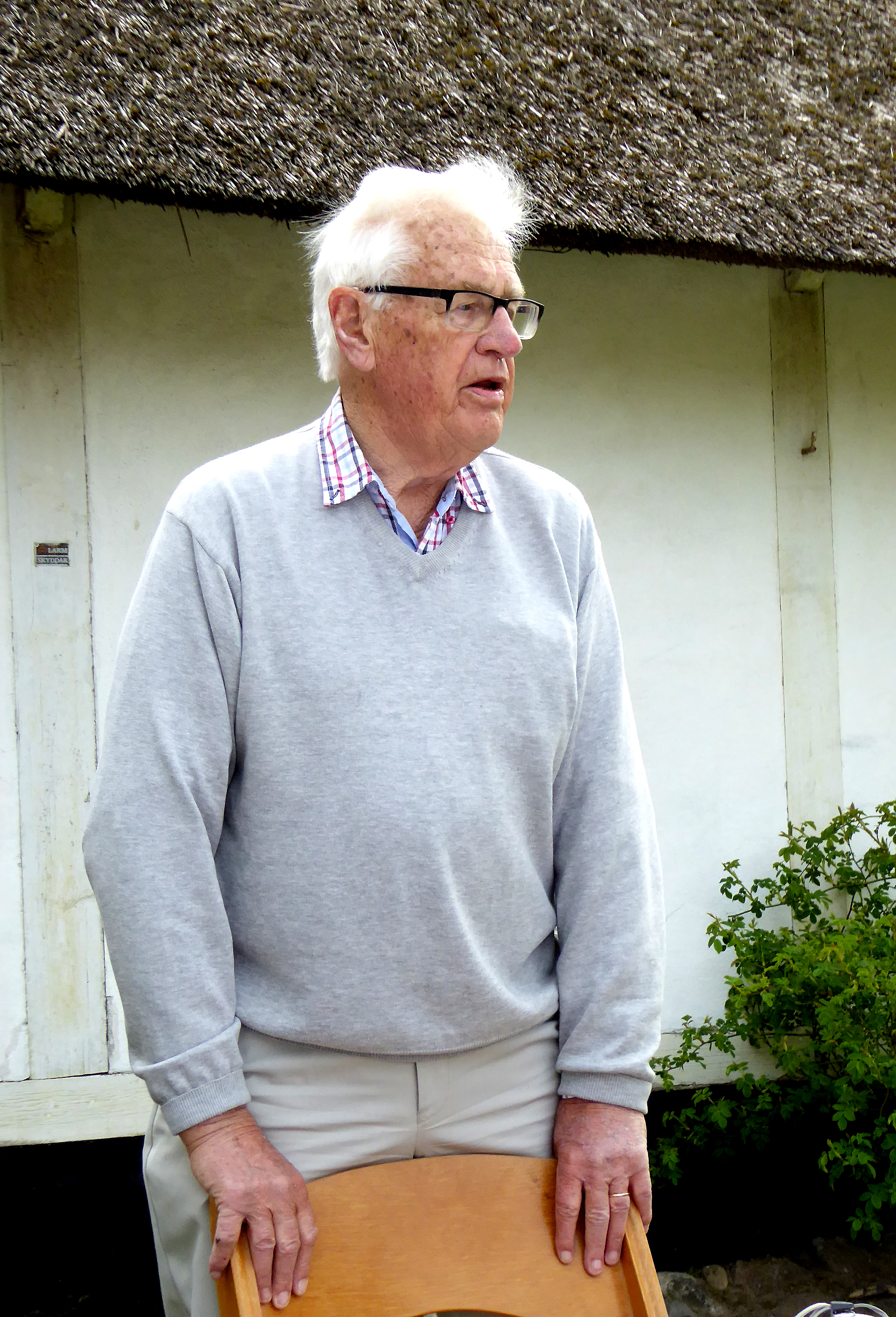
Per Ragnarson år 2017 framför Pålssonhuset i Käglinge, Malmö kommun.

Per Erik Hjalmar Ragnarson, född 13 september 1930 i Glimåkra, död 22 augusti 2023 i Oxie, var en svensk journalist, författare och redaktör. Han arbetade bland annat på Sveriges Radio samt var chef för tekniska museet i Malmö.

## Biografi
Per Ragnarsons skriftställarskap spände över områden som teknik, vetenskap, samspelet mellan teknik och samhälle, kärnkraft, teknisk dokumentation men också hembygdens historia med fokus på södra Sverige. Under 1970-talet arbetade han på Sveriges Radio med vetenskapsjournalistik med särskild tonvikt på kärnkraft.
Ragnarson var sommarvärd i Sveriges Radio den 10 augusti 1975.
Ragnarson fick en unik möjlighet att studera och dokumentera attityder och resonemang kring kärnkraftstekniken genom att han 1978 deltog i projektet "Samband mellan offentlig kritik och säkerhetsteknisk utveckling under kärnkraftsdebatten i USA och Europa 1965–1975" finansierat av Riksbankens Jubileumsfond. Han intervjuade 125 svenska kärnkraftstekniker med lång erfarenhet av miljö- och säkerhetsfrågor, och fick sedan möjlighet att göra en uppföljande intervjuomgång efter Harrisburgolyckan i mars 1979.
Per Ragnarson var alltsedan 1980-talet den drivande kraften för att rädda det så kallade Pålssonhuset i Käglinge by i Malmö kommun.